# Pane dell'Assedio

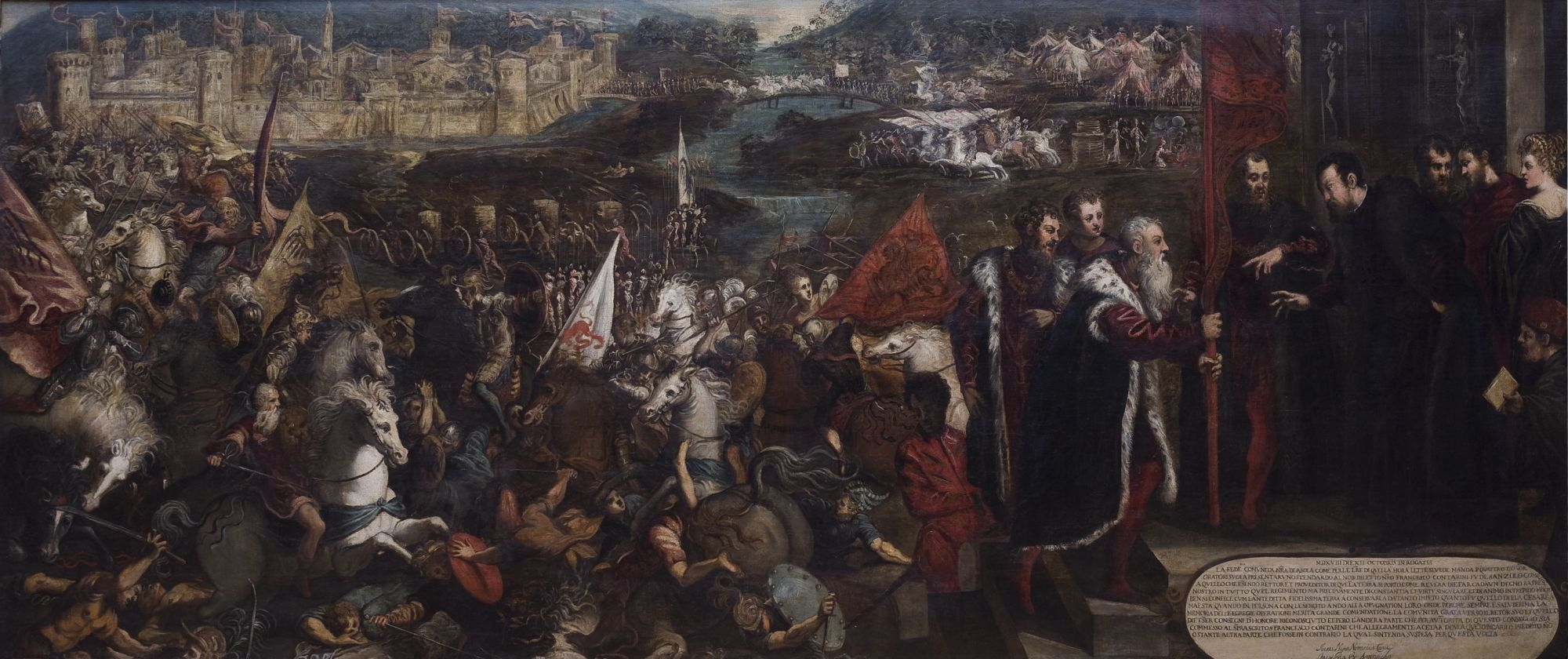
Tintoretto, Assedio di Asola, 1544-1545.

Il pane dell'Assedio è un dolce tipico del territorio di Asola, in provincia di Mantova, che ha acquisito nel 2015 lo stato di "De.C.O." (Denominazione comunale d'origine).

## Storia
Il pane venne preparato dalle donne di Asola, al tempo fortezza della Serenissima, per festeggiare la fine vittoriosa dell'assedio della città dal 16 al 19 marzo 1516, quando gli asolani capeggiati da Gian Francesco Daina, misero in fuga le truppe di Massimiliano I d'Asburgo. Vennero raccolti i pochi ingredienti rimasti nelle loro dispense e offrirono il pane a tutti i soldati.

## Ricetta
La ricetta prevede come ingredienti: farina, uova, acqua, burro e lievito di birra; miele di tiglio di Asola, una miscela di zucchero bianco, grezzo e caramellato; uva passa e fichi secchi intinti nel nocino. La preparazione dura tre giorni.